# Deltistes luxatus
Deltistes luxatus és una espècie de peix de la família dels catostòmids i l'única vivent del gènere Deltistes que es troba a Nord-amèrica: el Lost River a la conca del riu Klamath (Oregon i Califòrnia, els Estats Units).
És un peix d'aigua dolça i de clima temperat. Els mascles poden assolir 86 cm de longitud total.